# Pterocactus valentinii
Pterocactus valentinii Speg., es una especie de cactus perteneciente a la familia cactaceae. 

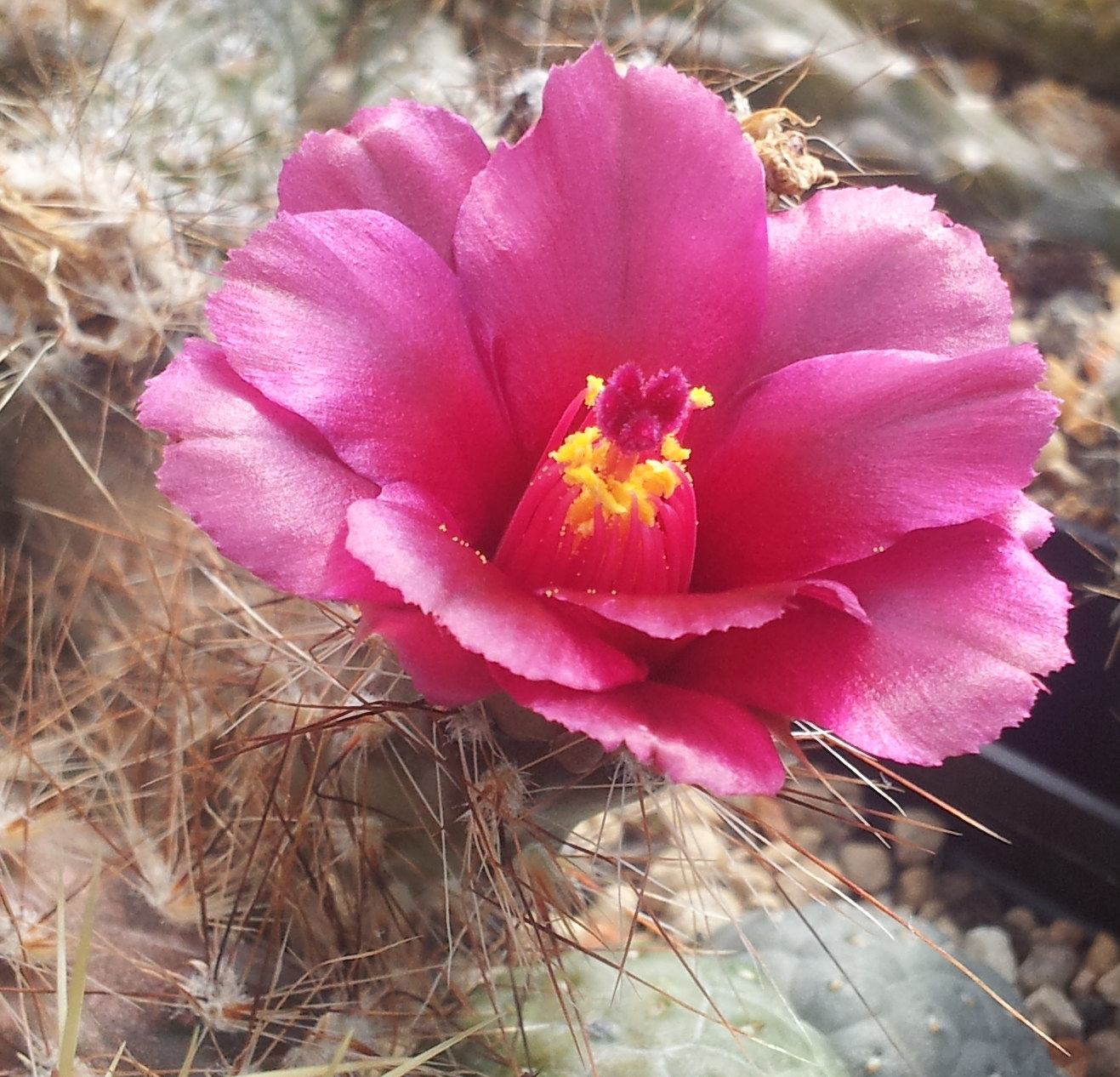
Flor

## Distribución
Es endémica de Argentina en Neuquén, Chubut y Mendoza .

## Características
Cactus compuesto por segmentos cilíndricos con tubérculos protuberantes de donde surgen los gloquidios, con 1 o 2 espinas centrales y hasta 12 radiales de color blanquecino a marrón claro. Las flores son de color marrón y amarillo.

## Taxonomía
Pterocactus valentinii fue descrita por Carlos Luis Spegazzini y publicado en Anales Soc. Ci. Argent. 48: 51 1899.
Etimología
Pterocactus: nombre genérico que deriva de las palabras griegas: pteron, "alas", refiriéndose a las semillas aladas que tienen estas plantas.
valentinii: epíteto
Sinonimia
- Pterocactus pumilus Britton & Rose´